# Manfred Korytowski
Manfred Korytowski (* 31. Dezember 1936 in Königsberg, Ostpreußen; † 24. August 1999 in München) war ein deutscher Filmproduzent.

## Leben
Manfred Korytowski wuchs in Brasilien auf, wohin seine Familie 1937 emigriert war. Er lebte von 1953 bis 1956 in Israel und ab 1956 in Berlin. Dort war er ab 1960 Aufnahmeleiter bei der CCC-Filmproduktion Artur Brauner, wo er u. a. für einige Edgar–Wallace– und Karl-May-Verfilmungen als Produktionsleiter verantwortlich war.
1972 zog er mit seiner Ehefrau Tita nach München und übernahm dort 1976 die Mehrheit am Institut für angewandte Filmkunst, das 1977 in Infafilm Manfred Korytowski GmbH umfirmiert wurde. Mit seinem Unternehmen produzierte er Filme, Serien und Dokumentationen, hauptsächlich für den Bayerischen Rundfunk.  Zu den Produktionen gehörten unter anderem Die Wannseekonferenz von Regisseur Heinz Schirk oder die Serie Meister Eder und sein Pumuckl.
Manfred Korytowski war Passagier des am 8. Mai 1972 von der palästinensischen Terrororganisation Schwarzer September entführten Sabena Flugs 571. Bei der Befreiung durch das israelische Militär wurde er schwer verletzt.
Nach seinem Tod 1999 führte seine Witwe Tita Korytowski das Unternehmen fort. Die beiden hatten zwei Söhne.

## Filmografie (Auswahl)
- 1978: Geschichte einer Liebe
- 1979: Das verräterische Herz
- 1982: Meister Eder und sein Pumuckl (Fernsehfilm)
- 1984: Die Wannseekonferenz
- 1994: Pumuckl und der blaue Klabauter
- 1997: Polizeiruf 110: Im Netz der Spinne
- 1997: Polizeiruf 110: Feuer!
- 1998: Polizeiruf 110: Spurlos verschwunden
- 1999: Polizeiruf 110: Kopfgeldjäger
- 1999: Einmal leben

## Auszeichnungen
- 1998 Bundesverdienstkreuz am Bande